# Тома Здравковић
Томислав Тома Здравковић (Алексинац, 20. новембар 1938 — Београд, 30. септембар 1991) био је југословенски и српски певач народне музике, композитор и песник.
Здравковић је био изузетна личност на југословенској музичкој сцени. Прави боем и песник. Његове песме, иако у форми српске народне музике, имале су дух шансоне. Имао је карактеристичан баритон вокал, не превише моћан, али топао, попут Шарла Азнавура. Виолина је подвлачила меланхоличну атмосферу у већини песама које је писао, а биле су посвећене несрећној љубави и патњи док се пије и пева у свеприсутним кафанама. Женио се четири пута и имао двоје деце.
Неке од најпознатијих песама су — Проклета недеља, Дотак'о сам дно живота, Остала је само успомена, Пустите ме да живим свој живот, Два смо света различита и сведочење Песме моје.

## Биографија
Његови родитељи, отац Душан и мајка Косара имали су петоро деце — четири сина Александра, Томислава, Ивана и Новицу и ћерку Мирјану. Тома се родио трећи по реду, у недељу 20. новембра 1938. у Алексинцу, где је тада живела његова породица. Пред почетак Другог светског рата, Душан Здравковић се са породицом вратио у родно село Печењевце, које се налази пет километара од Лесковца. После основне школе похађао је курс за трактористу, а при крају основне школе постао је члан аматерског позоришта у Печењевцу. Године 1956. са 18 година је прешао у Лесковац, где је радио најтеже физичке послове. Овде је започео певачку каријеру и ту је, гладан и промрзао, 1958. упознао певачицу Силвану Арменулић која га је одвела у кафану „Радан” и помогла му да научи народне, забавне и староградске песме.
Након што је постао популаран, прешао је у Тузлу, где је наступао у хотелу „Бристол“. Овде је почео да компонује сопствене песме и упознао девојку Славицу, у коју се заљубио. Иако је пронашао дневник у коме је писала о свом интимном животу са другим мушкарцима, решио је да јој пружи другу шансу и повео је у Нови Сад. У хотелу „Војводина“ у Зрењанину, где је потом наступао, упознао је Олгицу, због које је напустио Славицу. Врло брзо су се венчали и 22. новембра 1963. добили ћерку Жаклину, али је после неколико месеци уследио развод. Године 1964. објавио је свој први албум Жена мога друга, који се састојао од четири песме, од којих су прве три биле преводи страних песама Нила Седаке и Енрика Масијаса, док је четврту Што те вечерас нема сам написао и компоновао. Била је ово његова прва објављена песма, док је своју прву написану песму Анђела, објавио тек 1968. године. Пошто је од првог албума очекивао велики бум, био је прилично разочаран услед његовог слабог успеха.
Мењајући места, кафане и хотеле, у којима је наступао, певао је широм Југославије. У тренутку када је наступао на Светом Стефану, добио је телеграм у коме је писало да је Славица тешко болесна и да жели да га види. Отишао је у Сарајево да је посети, али се није дуго задржао, јер је сазнао да је умрла и тада је настала једна од његових најтужнијих песама Букет белих ружа. Каријеру је наставио у нишком хотелу „Парк“, а затим у београдском „Градском подруму“, где је упознао Милицу. После неколико месеци су се венчали и он је престао да води боемски живот.
Године 1969. Силвани Арменулић је написао легендарни хит Шта ће ми живот без тебе, драги. То јутро је мамуран, после неколико ноћи пијанства, од конобара узео блокчић за рачуне и оловку и написао речи песме која је описивала Силванин брак и расположење у том периоду. Након што се 1970. вратио пороцима, у фебруару се развео од друге супруге. Потом се 1972. у Будви заљубио у Цетињанку Наду Радановић, са којом се врло брзо венчао. И овај брак је кратко трајао, а тугу је лечио алкохолом иако му је здравље већ било нарушено. Знао је да у кафани проведе три-четири дана без престанка. Коцкао је, али за разлику од других који су то радили због новца, oн се забављао. Једно вече у Баден-Бадену је добио 80 хиљада марака, а следеће је све изгубио. Пошто је веровао да ће умрети, отишао је у Америку, а затим у Канаду. Тамо је упознао фризерку Гордану, са којом се венчао. У Торонту му се родио син Александар, а 1978. се са породицом вратио у Југославију. Тада је снимио неке од својих највећих хитова.
Након повратка у земљу, објавио је песму Уморан сам од живота и одмах поново постао најпродаванији певач. Није могао да верује да га публика није заборавила, па се вратио певању по кафанама и хотелима широм Југославије. Први концерт у београдском Дому синдиката, после 26 година певања, одржао је 1982. године. Његови главни хитови као што су Данка, Циганка, Проклета недеља и многи други коначно су заживели, а са касетама које су биле представљене јавности, музика је била доступна великом броју људи. Почео је да добија свакојаке понуде, глумио је у филму Балкан експрес и у ТВ серији Докторка на селу.
Организовао је неколико концертних турнеја по Југославији и задржао стечену славу. Последњи концерт и јавни наступ имао је у Титограду, 10. септембра 1991. године, 20 дана пре смрти.
Дуго се мучио са раком простате, али се није придржавао савета лекара. Преминуо је у понедељак 30. септембра 1991. у Београду, у 53. години живота. Сахрањен је 2. октобра на београдском Централном гробљу.

## Музичка каријера
Углавном је писао аутобиографске песме које говоре о неузвраћеној љубави, патњама и кафани. Покојни певач Кемал Монтено му је написао нумеру Песме моје, а Новица Здравковић хит Уморан сам од живота. У већини његових песама виолина даје меланхоличну атмосферу. Углавном је текстове за песме сам писао и скоро увек су биле аутобиографске. Реч је о кафанским, љубавним песмама којима додатни дух даје његов умирујући глас у којима се углавном говори о неузвраћеним љубавима и патњама.
Иза себе је оставио мноштво песама које су и данас велики хитови — Да л‘ је могуће, Еј Бранка, Бранка (текст посвећен Бранки Соврлић), Данка (посвећена Данки Нововић), Дотак’о сам дно живота, Кафана је моја судбина, Проклета недеља, Тужно лето, О циганко моја, Свирајте ноћас само за њу, Остао сам сам, Два смо света различита, За Љиљану (посвећена Љиљани Благојевић), Уморан сам од живота, Песме моје, Свирајте ми тихо тише, Шта ће ми живот и многе друге.
Његов млађи брат Новица Здравковић такође је био певач народне музике.

## Наслеђе
Године 2011. у Градском парку у Лесковцу постављен његов споменик у природној величини, а у селу Печењевце плоча са натписом „Дао сам вам своју душу“. Ту је отворена и кафана под називом „Томина прича“. Године 2014. објављена је књига Тома Здравковић – 68 неиспричаних прича. Пријатељи и колеге су за њега рекли следеће: „Био је песник и несрећник“, „Носио је у себи нешто што ми не можемо да схватимо“, „Живео је по својим правилима и по својим сновима“, „Био је симпатични мангуп“, „Очима пуним туге је знао да омађија публику“, „Све је радио импулсом срца“, „Сваку кафану је претворио у мали Коларчев универзитет“, „Није хтео да нађе своју срећу“, итд.
У Београду је 28. септембра 2016. године одржан велики концерт њему у част. Учествовали су Предраг Живковић Тозовац, Зоран Калезић, Шабан Шаулић, Аца Лукас, Ацо Пејовић, Снежана Ђуришић, Ана Бекута, Лепа Лукић, Мерима Његомир, Даница Максимовић, и многи други.
Дана 2. октобра 2023. откривен му је споменик у Скадарлији, рад вајарке Катарине Трипковић.

## У популарној култури
Тома Здравковић се појављује у улози певача у два филма — Балкан експрес, 1983. и Боље од бекства, 1990, као и у последњој сцени филма Како је пропао рокенрол 1989. године. Учествова је и у две популарне ТВ серије — Докторка на селу, 1982. и Бољи живот, 1987. године. Такође, имао је и кратко појављивање у једном скечу ТВ серије Топ листа надреалиста 1990. године.
Инспирисан Здравковићевим животом, редитељ Драган Бјелогрлић је 2021. снимио филм Тома у које је главну улогу  тумачио глумац Милан Марић. Упоредо са филмом, снимљена је и ТВ серија Тома од осам епизода, емитована крајем 2023. и почетком 2024. године.
Исте године у продукцији City Filmа из Ниша, снимљен је документарни филм То је Тома, који је премијеру имао на нишким Филмским сусретима, а затим и у многим градовима и на фестивалима у Србији и иностранству, док је своју телевизијску премијеру имао на ТВ Прва, на дан његовог 84. рођендана.

## Дискографија

### Синглови
- Essagerata (1964) (Дискос)
- Дан по дан пролази (1965) (Дискос)
- Кад зора заруди (1967) (Дискос)
- Детелина с’ четир’ листа (дуетска плоча са Милином Стефановић) (1967) (Југотон)
- Циганка (1968) (Југотон)
- Ја немам баш нигде никог на овом свету (1968) (Југотон)
- Рогоња (1968) (Југотон)
- Док тебе нисам срео  (1969) (Југотон)
- Одлази, одлази (1969) (Југотон)
- Неџмија (1969) (Југотон)
- Кад се воли, што се растаје (1970) (Југотон)
- Боли, боли, боли (1970) (Југотон)
- Слику твоју љубим (1970) (Југотон)
- Дете улице (1970) (Југотон)
- Што те вечерас нема (1971) (Југотон)
- Последње писмо (1971) (Југотон)
- Песма о Kitty Swan (1971) (Југотон)
- Живораде (1972) (Југотон)
- Ноћас сам тужан, Циганко моја (1972) (Југотон)
- Стојане, сине (1973) (Дискотон)
- Проклета недеља (1973) (Дискотон)
- Сутра се враћам кући (1974) (Југотон)
- Југославијо (1978) (Југотон)
- О, мајко, врати се (1979) (ПГП РТБ)
- Уморан сам од живота (1980) (Југотон)
- Збогом, моја младости (1980) (Сарајево-диск)
- Мирјана (1980) (Југотон)
- Свирајте, цигани (промо сингл) (1988) (Југотон)

### Албуми
- Тома Здравковић (1971) (Југотон)
- Тома Здравковић (1973) (РТВ Љубљана)
- Никад нећу да те заборавим (1976) (Југотон)
- Тома Здравковић (1979) (РТВ Љубљана)
- Чекај ме... (1981) (Југотон)
- Два смо света различита (1983) (Југотон)
- Тома Здравковић (1984) (Југотон)
- Е, мој брате (1986) (Југодиск)
- Да л' је могуће (1987) (Југотон)
- Ево ме опет (1988) (Југотон)
- Кафана је моја истина (1990) (Југотон)

## Фестивали
- 1969. Београдско пролеће - Док тебе нисам срео
- 1969. Илиџа - Одлази, одлази (II награда публике)
- 1970. Београдско пролеће - Кад се воли, што се растаје (Вече народне музике), награда Сребрна детелна фестивала
- 1970. Београдски сабор - Слику твоју љубим
- 1970. Илиџа - Боли, боли, боли
- 1971. Београдски сабор - Последње писмо (III награда)
- 1971. Песма лета - Што те вечерас нема (II награда публике)
- 1972. Куп певача (VIII место)
- 1972. Београдски сабор - Да си све што желим
- 1979. Хит љета - Уморан сам од живота
- 1979. Хит парада - О, мајко, врати се
- 1984. МЕСАМ - Дотак'о сам дно живота
- 1986. Вогошћа, Сарајево - Фатима
- 1987. МЕСАМ - Ана, не пиши писма (Годишња награда најбољем певачу)
- 1988. Вогошћа, Сарајево - Осмице

## Песме компоноване за колеге певаче
- Александар Аца Трандафиловић: Руле, Руленце
- Василија Радојчић: Зоране, Зоране
- Мехо Пузић: О мајко, мајко
- Силвана Арменулић: Ноћас ми срце пати,[17] Шта ће ми живот, Кишо, кишо тихо падај, Срећо моја, Ја немам права никога да волим, Душо моја